# Czajki (województwo lubelskie)
Czajki (dawn.  Majdan-Czajki, 19??–1962 Kraśniczyn I) – wieś w Polsce położona w województwie lubelskim, w powiecie krasnostawskim, w gminie Kraśniczyn.
W latach 1867–1954 istniała gmina Czajki. W latach 1975–1998 miejscowość administracyjnie należała do województwa chełmskiego.
Wieś stanowi sołectwo gminy Kraśniczyn. Według Narodowego Spisu Powszechnego (III 2011 r.) wieś liczyła 241 mieszkańców.
Geograficznie położona jest ona na obszarze Działów Grabowieckich oraz na skraju Skierbieszowskiego Parku Krajobrazowego. Wieś zbudowana jest wzdłuż drogi powiatowej o długości ok. 3 km. Dawniej mieszkała w niej duża liczba mieszkańców. Obecnie jest ich ok. 250. Emigracja do miast oraz starzenie się społeczeństwa spowodowało zmniejszenie liczby mieszkańców.
Od strony północnej wieś otacza dolinka rzeki o wdzięcznej nazwie Milutka, dopływ Wojsławki, gdzie mają swoje żeremie bobry. Od strony południowej i wschodniej są liczne choć niewielkie lasy, debry, wąwozy, pola uprawne oraz jeziorko przy drodze powiatowej za wsią w kierunku południowym.
Jest to wieś typowo rolnicza z przewagą ziem pszenno-buraczanych, bez przemysłu, rzemiosła oraz usług. Funkcjonuje komunikacja PKS oraz prywatni przewoźnicy. We wsi znajduje się urząd sołtysa, remiza miejscowej OSP oraz kaplica rzymskokatolicka. Kiedyś miała tu swoją siedzibę szkoła podstawowa oraz gmina. Corocznie we wsi odbywa się odpust 13 czerwca.
Na terenie otaczającym tę miejscowość można spotkać dziko żyjące zwierzęta i ptaki, takie jak: dziki, sarny, jelenie, lisy, wiewiórki, jastrzębie, kosy, dzięcioły czarne, są też siedliska bocianów i szpaków, a w okresie wiosennym można posłuchać koncertów słowików.
W 1947 roku do wsi została doprowadzona elektryczność. W latach 90. założono wodociąg, część wsi jest skanalizowana.
W roku 2011 rozpocznie się budowa zalewu rekreacyjnego.
Wierni Kościoła rzymskokatolickiego należą do parafii Nawiedzenia Najświętszej Maryi Panny i św. Łukasza w Surhowie.